# Brett Sickler
Brett Sickler (* 19. März 1983 in Cupertino) ist eine ehemalige Ruderin aus den Vereinigten Staaten. Sie gewann zwei Weltmeistertitel im Achter.
Brett Sickler begann 1996 mit dem Rudersport. Die High School besuchte sie in Los Gatos, später besuchte sie die University of Michigan. 2001 trat sie bei den Junioren-Weltmeisterschaften in Duisburg in zwei Bootsklassen an. Mit dem Vierer ohne Steuerfrau gewann sie Silber und mit dem Achter belegte sie den fünften Platz. 2005 trat Sickler bei den U23-Weltmeisterschaften zusammen mit Deborah Dryer im Doppelzweier an und belegte den dritten Platz. 2006 trat sie im Ruder-Weltcup zweimal mit Zsuzsanna Francia im Doppelzweier an, erreichte aber kein A-Finale. Bei den Weltmeisterschaften in Eton belegten die beiden den 12. Platz. Beide traten auch mit dem Achter an und gewannen den Weltmeistertitel mit anderthalb Sekunden Vorsprung vor den Deutschen. Brett Sickler gehörte auch 2007 zum amerikanischen Achter, bei den Weltmeisterschaften in München siegte die Crew mit einer Sekunde Vorsprung vor den Rumäninnen. 2008 und 2009 trat Brett Sickler jeweils einmal im Weltcup an, war aber beim Saisonhöhepunkt nicht mehr dabei.